# Mammi di Castiglion Fiorentino
Mammi o Mammi in val di Chiana è una frazione del comune di Castiglion Fiorentino, in provincia di Arezzo. È situata sull'appendice dei colli che chiudono a settentrione la Val di Chio e consta di poche case realizzate con la caratteristica pietra locale, la chiesa ed un piccolo cimitero. Si giunge al paese tramite una stretta e ripida strada che la collega al capoluogo comunale.

## Geografia fisica
Mammi è arroccata sulla cima di un colle che domina la Val di Chio a quota 500 m s.l.m., nei pressi del monte Castiglion Maggio. Dal paesino una strada dapprima asfaltata poi sterrata conduce fin sulla cima della montagna, dove passa il sentiero del CAI n. 50 che congiunge il lago Trasimeno al santuario della Verna e da dove si gode un bellissimo panorama che spazia sull'intera val di Chiana.

## Storia

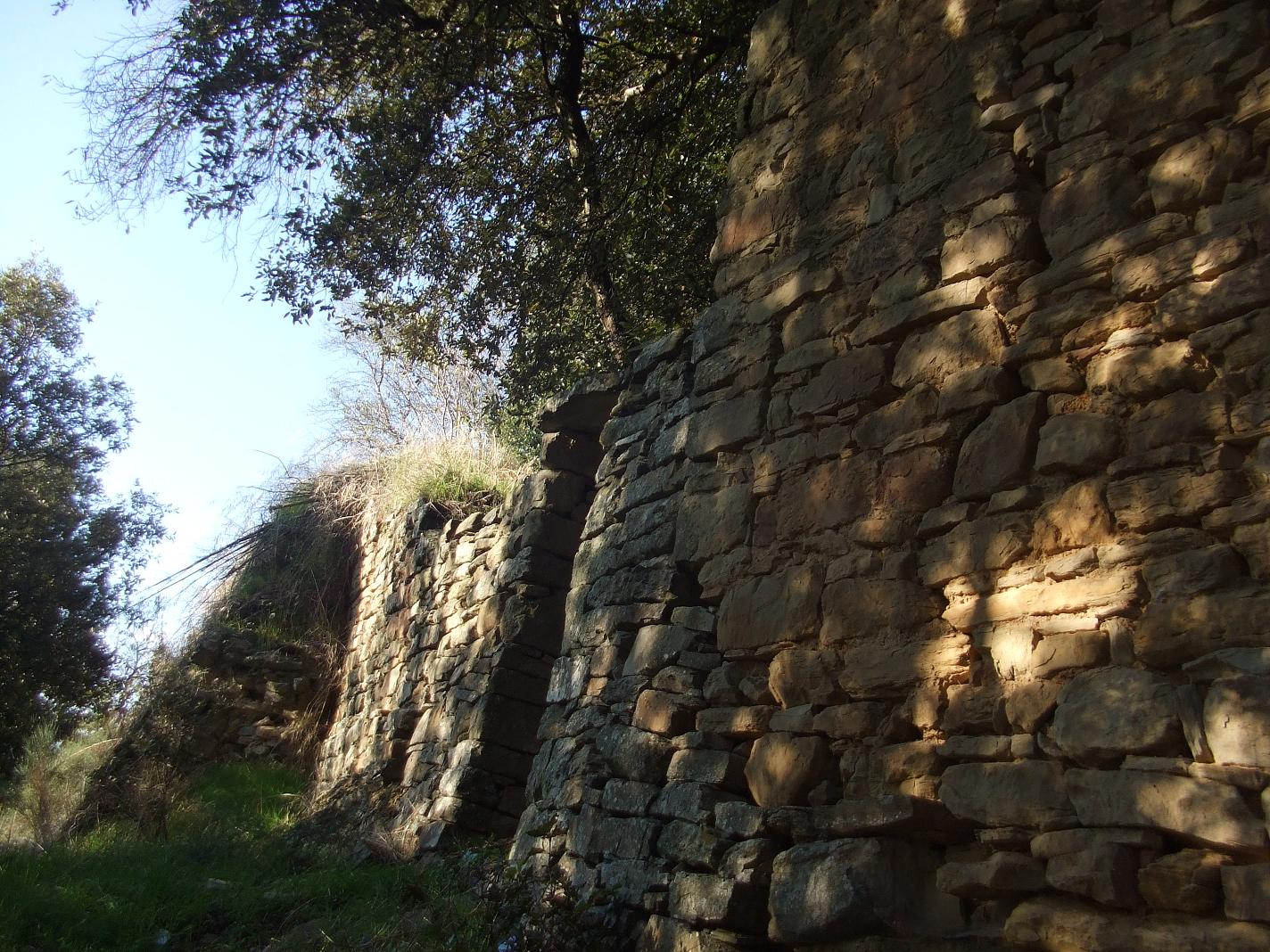
Ruderi del Castello di Mammi

Il paese di Mammi si sviluppò all'interno della cinta muraria di un castello, di cui oggi sono visibili alcune tracce. Il più antico castellano di cui sia pervenuta memoria è un certo Conte di Mammi, governante nel 962, della famiglia dei Lambardi. Egli cedette il titolo a suo figlio Tofano, il quale fu succeduto da Fino (1079), poi da Martino (1115), Fino (1146) e Spinabello (1185). Quest'ultimo ebbe due figli: Lambardo (1220) che fu signore di Mammi e Martino, governatore di Tuori (1237). In seguito, con decreto dell'11 marzo del 1385, il castello si sottomise al dominio della Repubblica Fiorentina. Divenne quindi un comune a sé stante, pur dipendendo dalla vicina Castiglion Fiorentino. Solamente in seguito al decreto leopoldino del 14 novembre del 1774, venne annesso a Castiglion Fiorentino. La parrocchia nel 1833 contava 164 abitanti, che divennero 258 nel 1883, ma che scesero a 44 nel 1951; attualmente il paese è abitato solo da 12 persone.

## Il Castello di Mammi e la chiesa di San Pietro

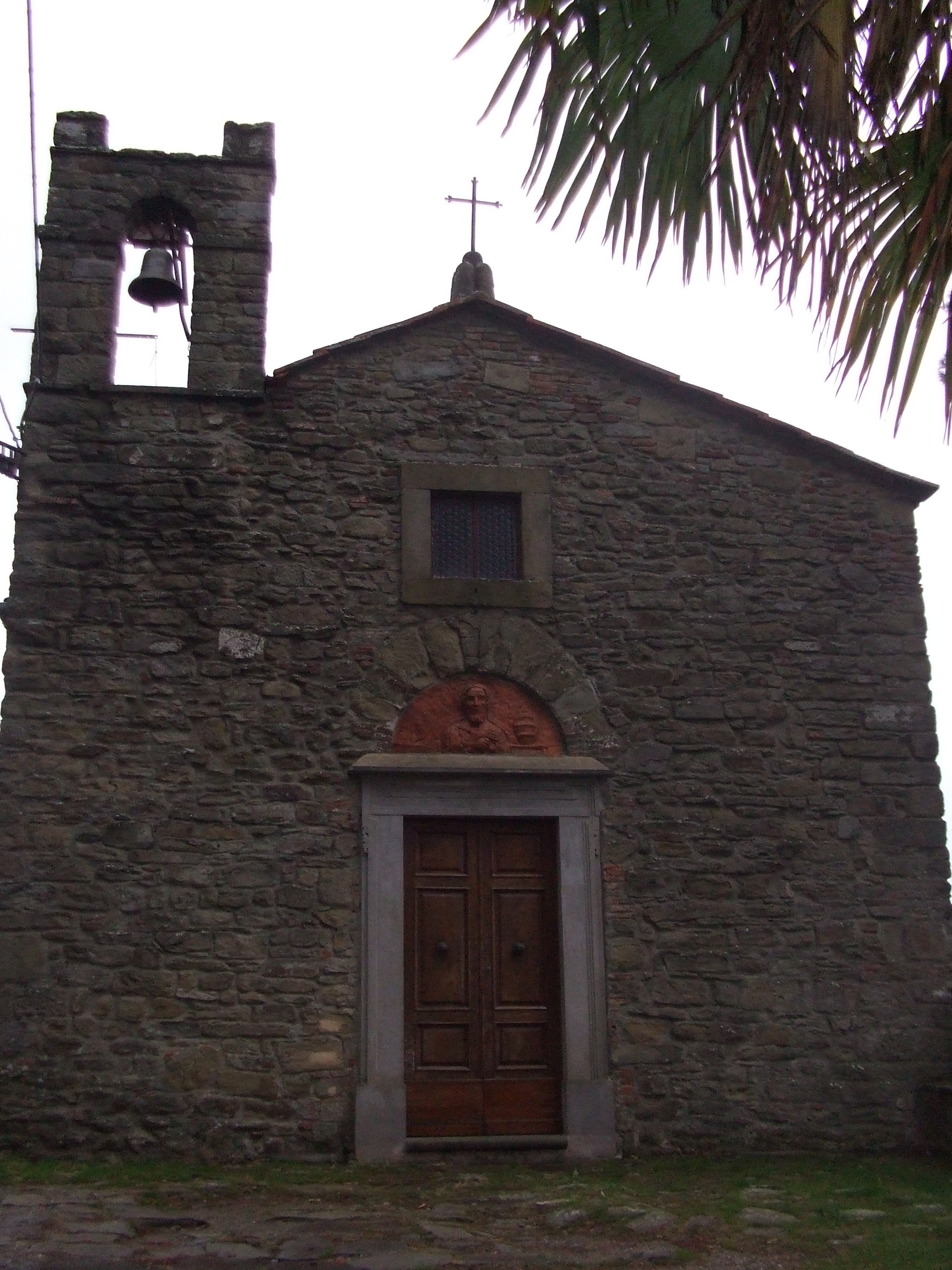
La Chiesa di San Pietro a Mammi

Il Castello di Mammi era sorto, a differenza degli altri circonvicini costruiti ad esclusivo uso militare, per proteggere l'abitato omonimo. Di esso rimangono alcuni resti della cinta muraria e il piano inferiore di quella che fu la torre maggiore. Il fortilizio sorgeva sulla collina a mezza costa, rivolto a tramontana. Vi si accedeva solo da questa direzione, ogni altro lato era reso inespugnabile dalle asperità del terreno. Aveva una pianta circolare e la sua cinta misurava più di 250 metri. Il castello era disposto su tre diversi livelli di quota, detti Borgo di sopra, di mezzo e di sotto, dove erano disposte le varie abitazioni. La torre si ergeva all'interno di un cortile cinto da mura ed antistante ad una piazza vicino all'abitazione del castellano. Di forma quasi quadrata, si sviluppava su tre piani; tramite una scala in legno si accedeva alla vetta dove i soldati potevano controllare tutta la valle sottostante. Intorno alla metà del Cinquecento il castello perse le sue funzioni e presto andò in rovina, ma la villa rimase sempre abitata.
All'interno del castello vi era una chiesa privata, dedicata a San Pietro Apostolo. Essa era già menzionata nel 1264, ma venne dapprima ingrandita, divenendo chiesa parrocchiale, poi restaurata in epoche successive. All'esterno, dapprima intonacato, in tempi alquanto recenti è stata restituita la bellezza originaria in pietra toscana. L'interno è costituito da un'unica navata con due altari laterali e l'altare maggiore in fondo, sormontato da un polittico raffigurante al centro la Madonna e ai due lati i santi Pietro e Paolo.

## La maestà di Mammi

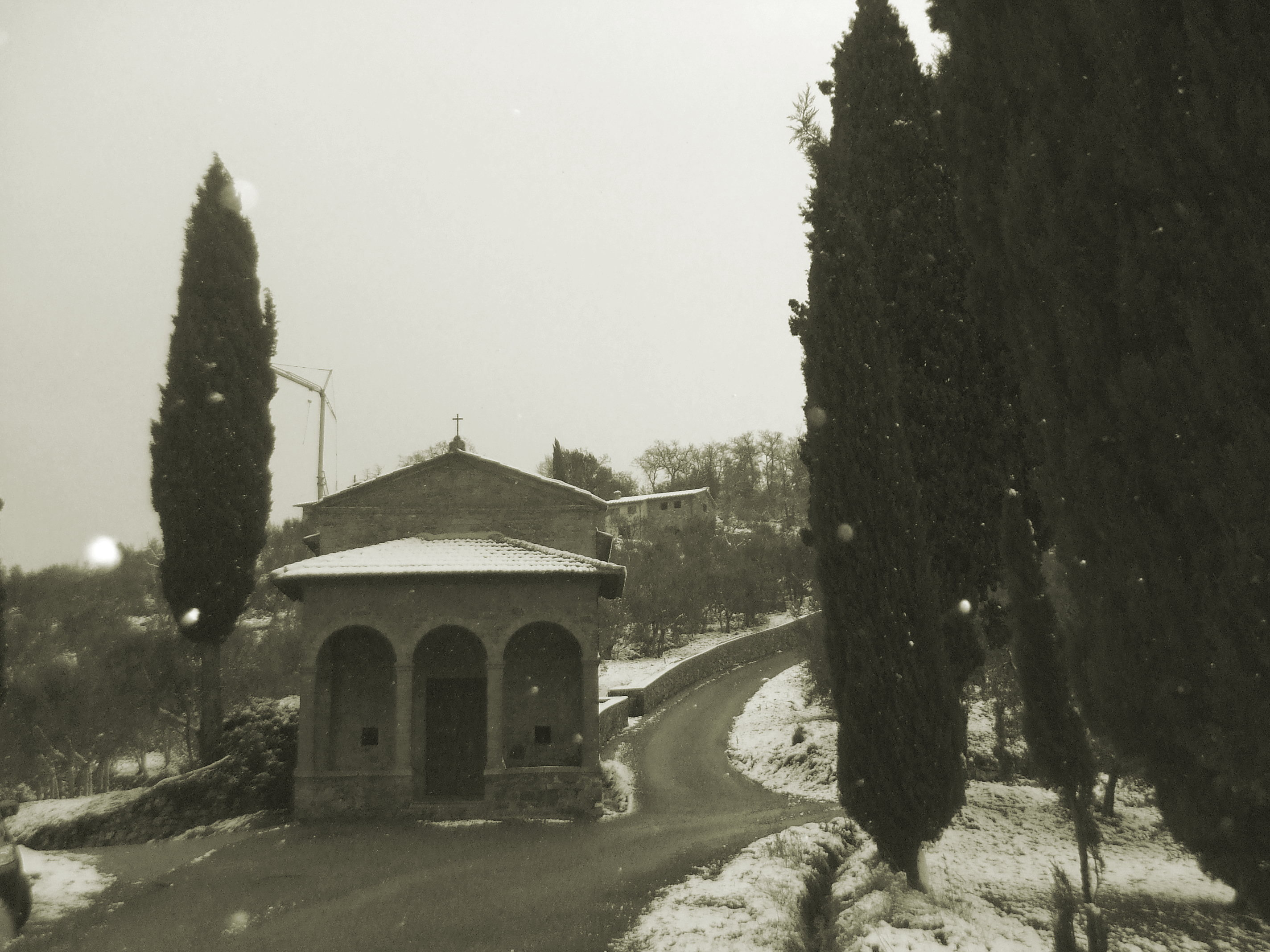
La Maestà di Mammi sotto la neve

Da Castiglion Fiorentino un'altra strada comunale conduce alla Maestà di Mammi, una piccola chiesetta ormai chiusa da molti anni, posta in prossimità di un quadrivio a 470 m. sul livello del mare. La costruzione, quadrata ma trasformata in rettangolare da un portico d'ingresso, è molto semplice: all'interno si presenta ad unica navata, che termina nell'altare maggiore, rialzato con un gradino. Sopra di esso è accolta una formella con la Madonna assisa in trono che porta sul collo il Bambin Gesù. Non si riesce a risalire all'epoca della costruzione; certo è che la visita pastorale del 1692 parlava già di "un'edicola detta dal volgo Maestà ... eretta a comodità dei pellegrini".
Dalla Maestà di Mammi una strada conduce alla Villa dell'Apparita, alle porte di Castiglion Fiorentino, un'altra sale fino al monte Castiglion Maggio e la terza porta, attraverso la località Maceie, al cimitero e al paese di Mammi.

## Il castello di Castiglion Maggio
Da Mammi una strada dapprima asfaltata poi sterrata conduce fino alla cima del monte Castiglion Maggio che con i suoi 756 metri s.l.m. domina le valli di Chiana e di Chio. Sulla cima dell'altura sono nascosti dalla vegetazione dei resti di un'antica fortificazione, il castello di Castiglion Maggio che, insieme a quello del monte Corneta, era il fortilizio posto più in alto degli altri castelli della Val di Chio. Purtroppo di esso mancano notizie storiche certe.

## Le contrade del crinale
Il monte Castiglion Maggio è la prima di una sequenza di alture, del gruppo montuoso del Monte Lignano, che da Castiglion Fiorentino si ergono in successione, parallele alla Val di Chiana, fino a raggiungere Arezzo; più a est, le stesse sono delimitate dal passo de La Foce e dal torrente San Chimento, che termina il suo corso nei pressi del Palazzo del Pero in Val Cerfone, la quale è tributaria del fiume Tevere.
Da sud verso nord, si succedono in ordine le seguenti montagne: il monte Castiglion Maggio (756 m s.l.m.), il Poggio Fonte Partini (o Poggio Fonte dei Partini, 735 m s.l.m.) e, in contrada detta Cocciola dei ladri, il Poggio Cerota (772 m).; quindi, al confine col comune di Arezzo, il Poggio Falzoli, da cui si prosegue o per la cima del Poggio Cavadenti (la cima più alta del gruppo del Monte Lignano con i suoi 853 m s.l.m.) attraverso il sentiero CAI 50, oppure si gira sulla destra per l'antica strada che, passando per Valorsa (frazione abbandonata e diruta), giungeva fino ad Arezzo.
Seguendo la strada provinciale Castiglion Fiorentino - Palazzo del Pero, dopo aver superato alcune piccole frazioni (Ranco, Moriello), si giunge presso il Valico della Foce, in prossimità del quale vi è un'antica costruzione recentemente ristrutturata e adibita a ristorante. Superato il valico, una strada sulla destra conduce alla frazione di Coppa (565 m s.l.m.) e Caldesi, con una piccola chiesetta posta sul crinale. Sulla sinistra, una strada bianca conduce al piccolo borgo di Gambaroncia (643 m s.l.m.), costituito da un gruppo di case recentemente restaurate. Da qui, attraversando un bosco chiamato Selva delle Casacce, si giunge al poggio Fonte Partini, nei pressi del quale è stato posto un cippo a ricordo del motociclista castiglionese Fabrizio Meoni, scomparso nel 2005. Sempre da Gambaroncia, passando attraverso un bosco di querce e castagni secolari, si giunge ai poderi detti Cecani di sopra (719 m s.l.m.) e Cecani di sotto (690 m), costituiti da alcune case abbandonate da tempo ed ormai diroccate. Più a valle vi è il piccolo borgo delle Casacce, tuttora abitato, posto a quota 590 m s.l.m. e costituito da poche case in pietra.

## Immagini varie

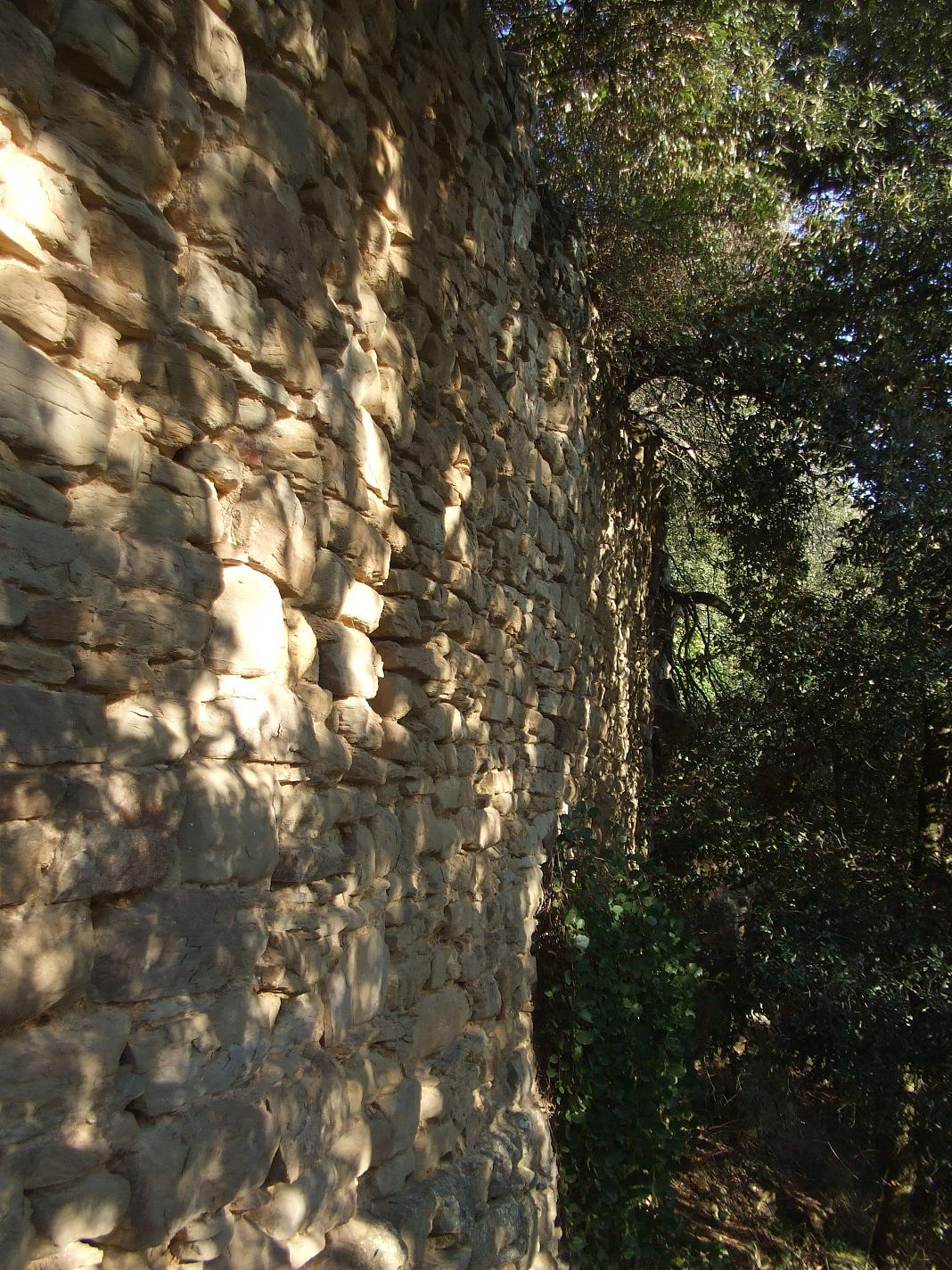
Muro di cinta del castello di Mammi
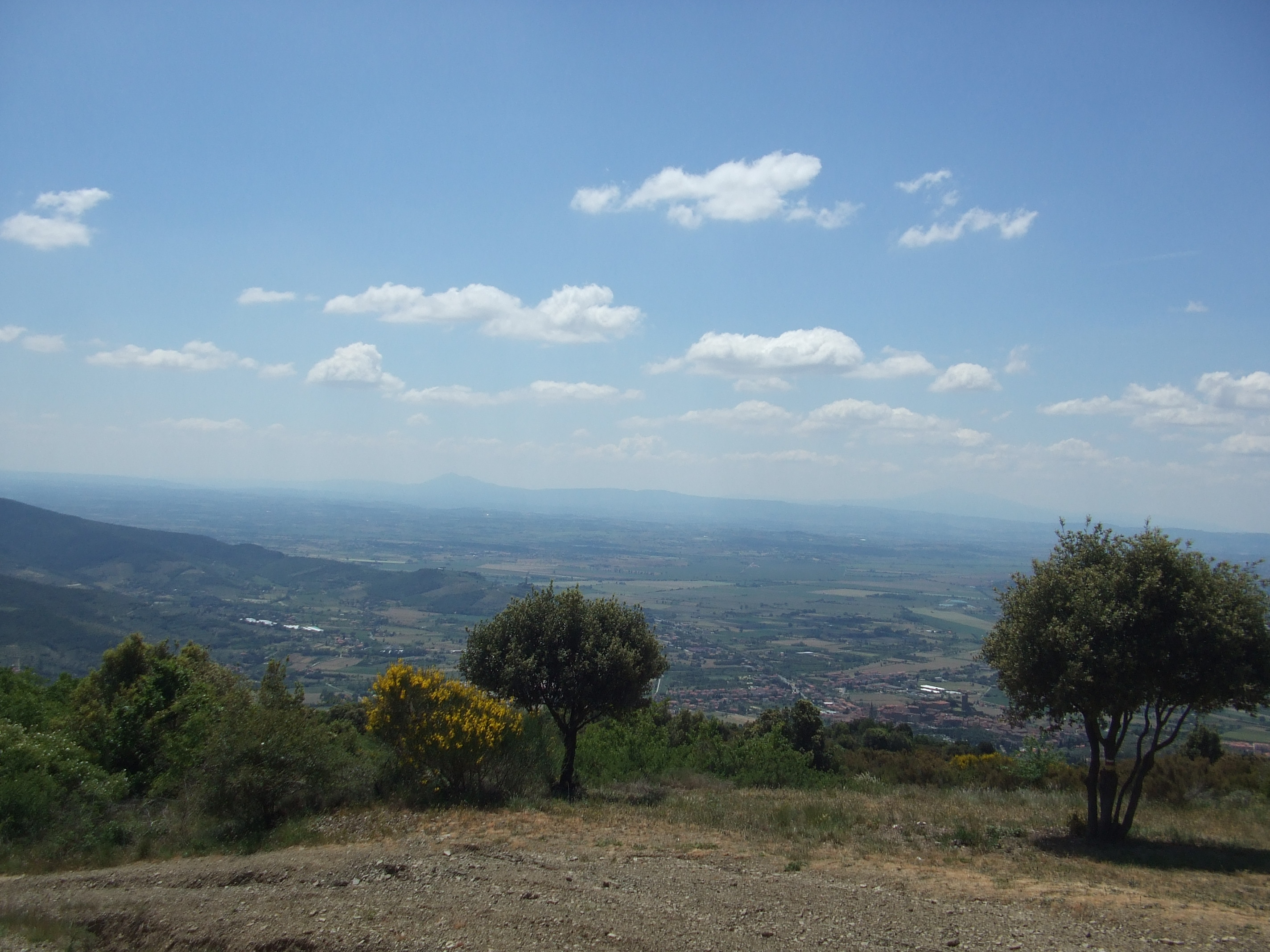
Veduta della Valdichiana dal monte Castiglion Maggio
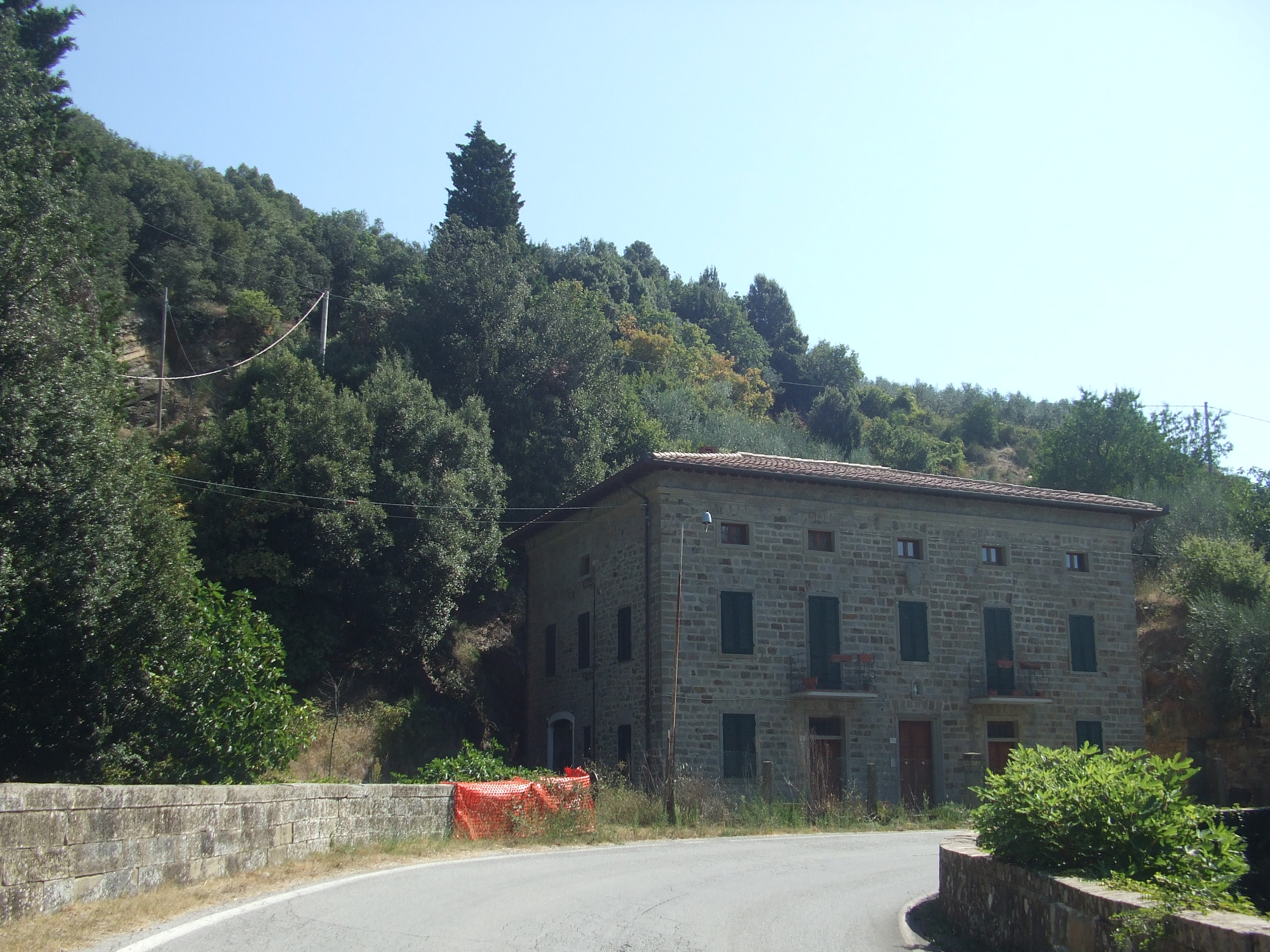
Contrada Moriello, sulla strada per Palazzo del Pero
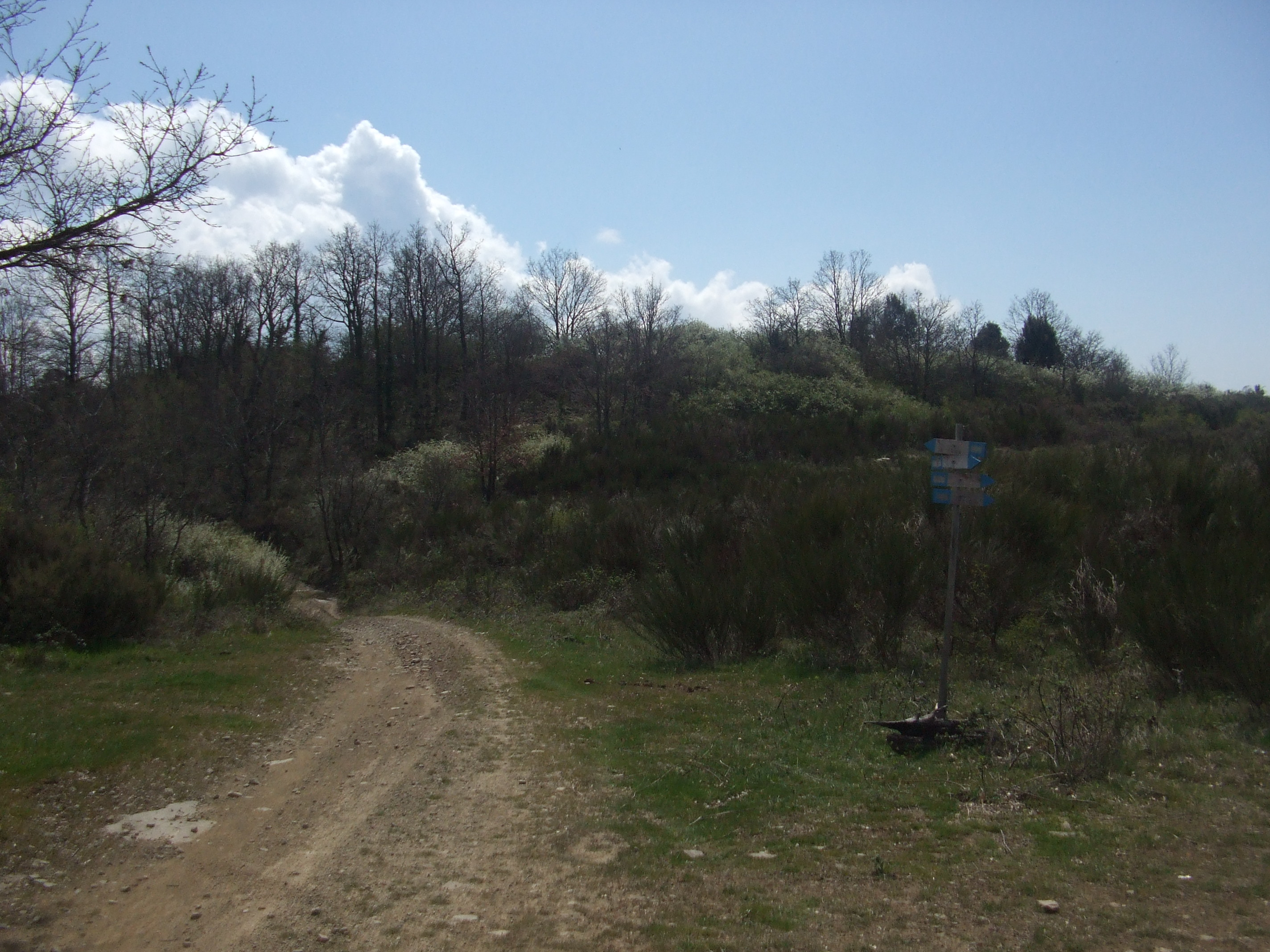
La cima del monte Castiglion Maggio
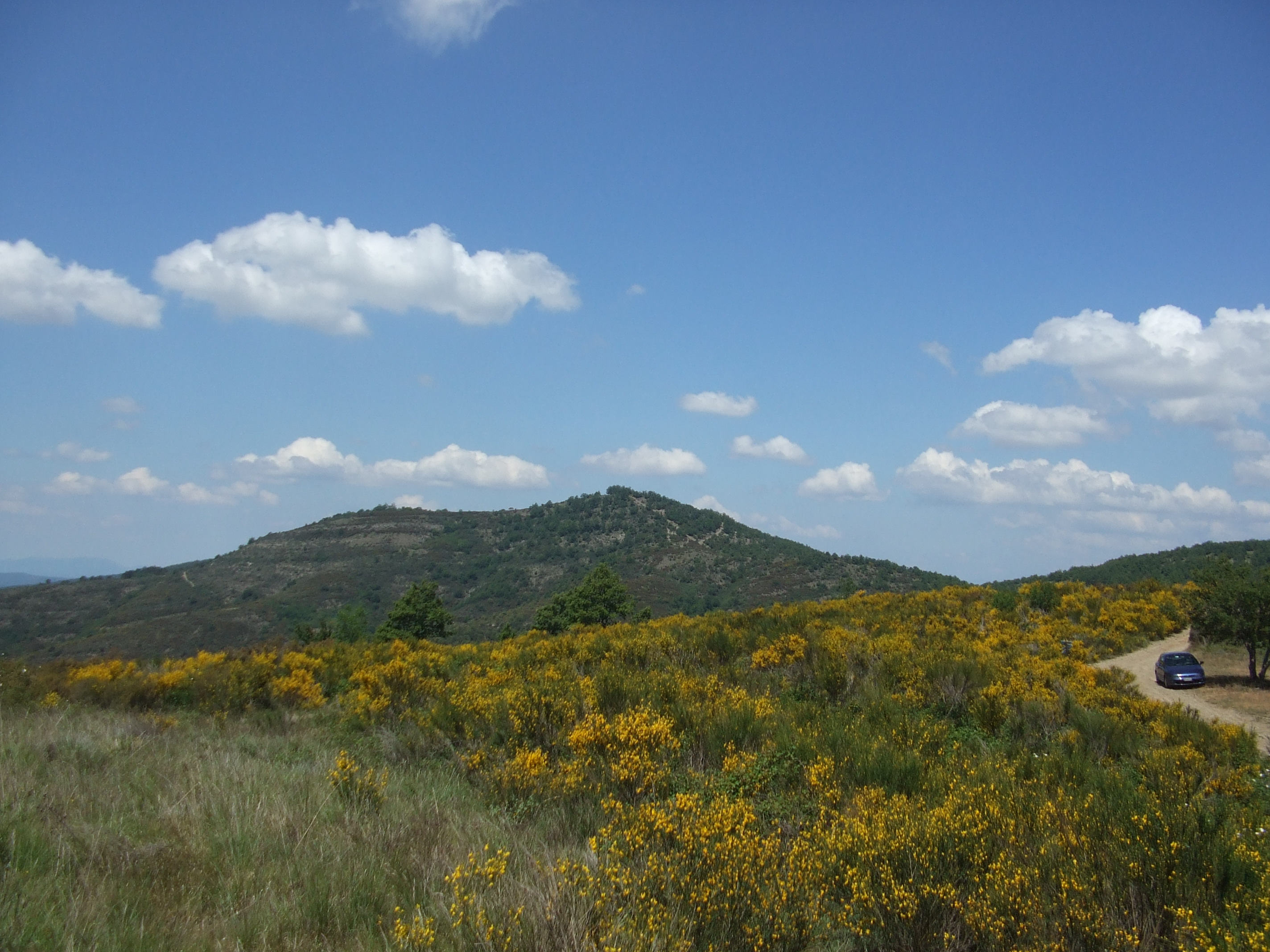
Il poggio Cavadenti visto dalla cima del monte Castiglion Maggio
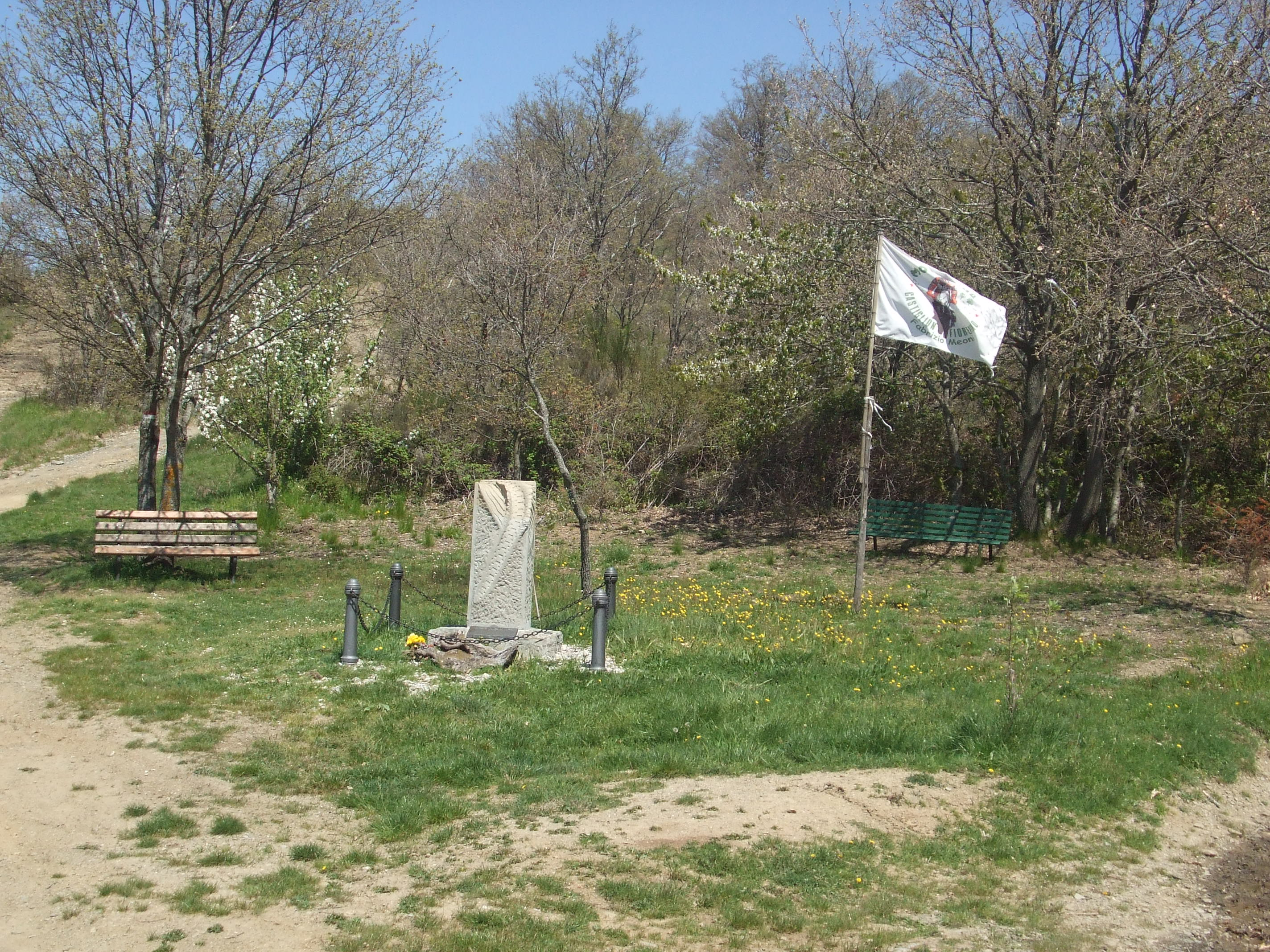
Cippo dedicato al motociclista Fabrizio Meoni tra Fonte Partini e Poggio Cerota
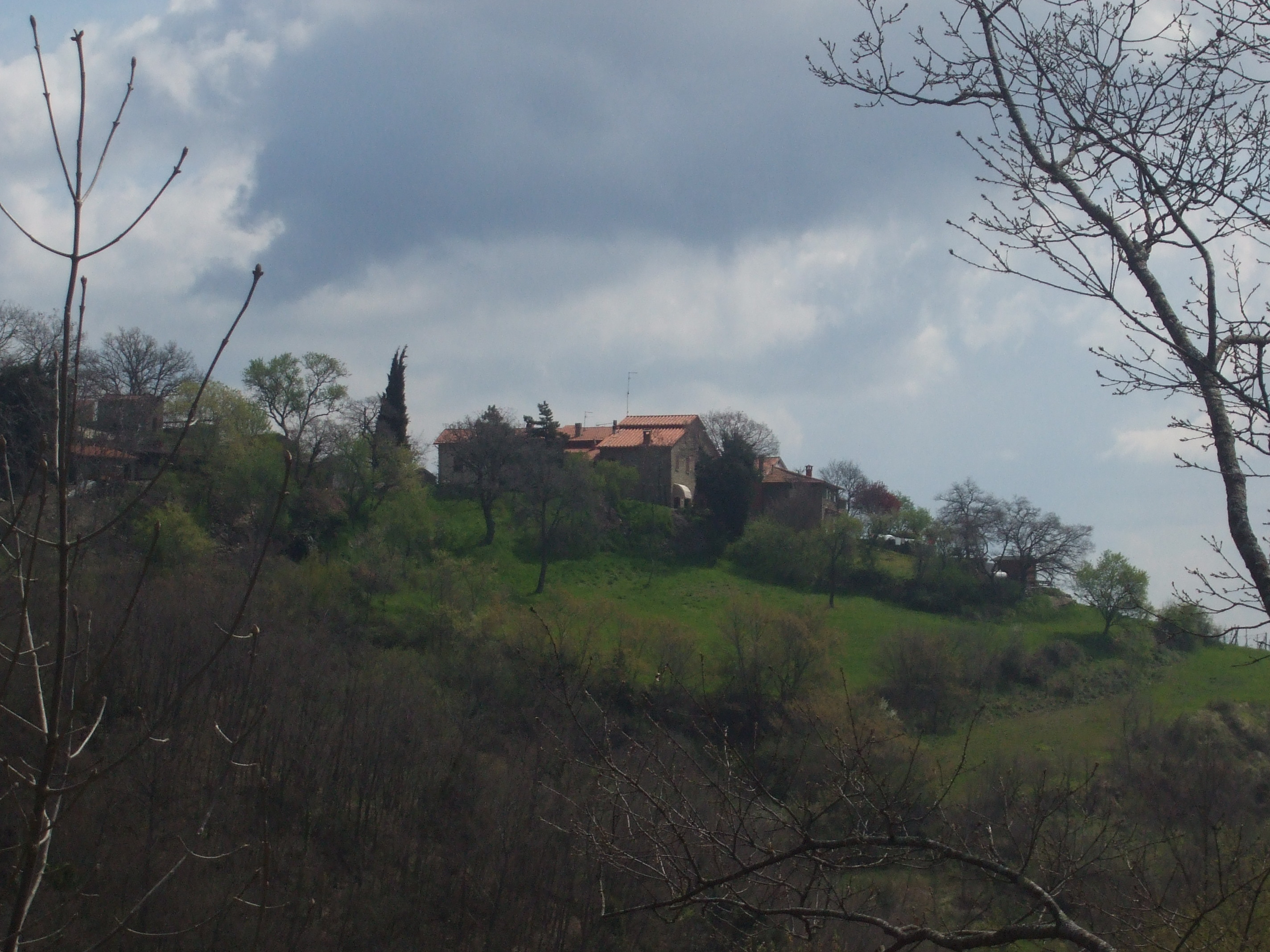
Il borgo di Gambaroncia
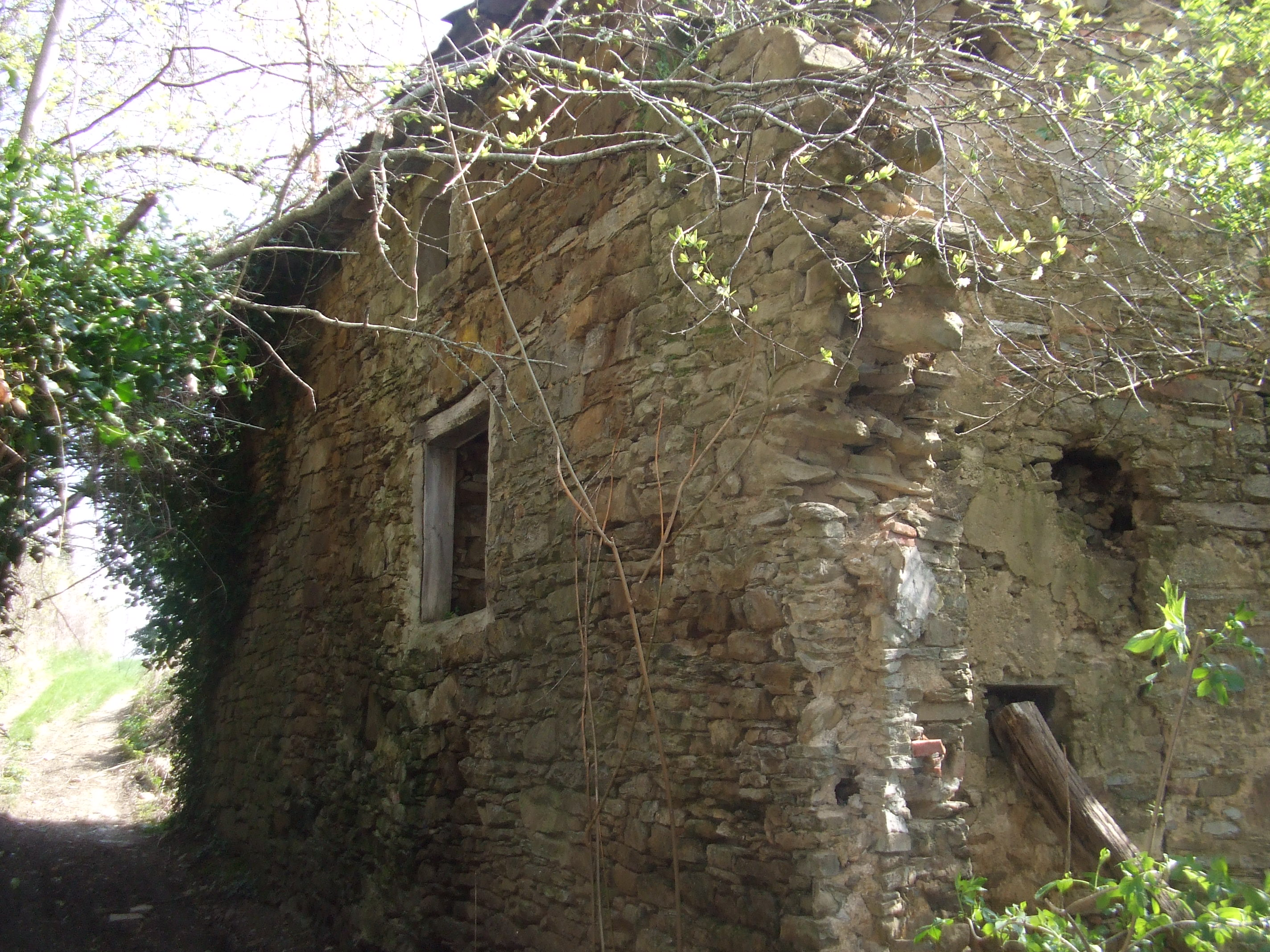
Casa diruta nel podere Cecani di sopra